# Штефан, Пётр Тихонович
Пётр Тихонович Штефан (1911 — 1995) — советский военный строитель в системе атомной промышленности, генерал-майор инженерно-технической службы (1967). Герой Социалистического Труда (1962). Заслуженный строитель РСФСР.

## Биография
Родился в 1911 году в селе Китайгород ныне Царичанского района Днепропетровской области, в крестьянской семье. В 1927 году окончил школу.
В 1933 году окончил Днепропетровский инженерно-строительный институт и некоторое время работал начальником участка на «Уралвагонстрое» в Нижнем Тагиле. Затем прошёл курсы военных строителей и был назначен начальником укрепрайона Забайкальской группы войск.
В 1935 году Штефан становится начальником строительства промсооружений Прибалхашского медеплавильного комбината в Карагандинской области. Через два года его переводят в Москву начальником управления строительства наркомата здравоохранения РСФСР.
В марте 1941 года он направлен на службу в НКВД СССР и назначается начальником строительства Тихвинского алюминиевого завода.
С началом Великой Отечественной войны, с июля 1941 года Пётр Штефан служит в военно-строительных частях действующей армии.
До 1942 года он был главным инженером управления оборонительных работ Северо-Западного фронта. Затем, после краткосрочной учёбы в Военно-инженерной академии, он назначается начальником инженерных войск укрепрайонов Ростовского направления. Вскоре после этого становится заместителем начальника укрепрайонов Черноморской группы войск Закавказского фронта.
С 1943 года и до конца войны он служит дивизионным инженером 64-й Орджоникидзевской стрелковой дивизии. Участвовал в освобождении Северного Кавказа, Белоруссии, Польши, Германии.
С 1945 года возвращен в НКВД СССР, с переводом в атомную отрасль.С конца 1945 года его назначают заместителем начальника управления строительства Ленинабадского горнохимического комбината.
С 1946 по 1954 годы назначался начальником строительства оборонных объектов в Новосибирске и в Нижней Туре.
С 1954 года на руководящей работе в управлении строительства НПО Маяк в городе Челябинск-40
С августа 1958 по 1987 годы Штефан руководит управлением строительства «Сибхимстрой» в Красноярск-26.
За годы его работы на этой должности, были построены два атомных реактора Горно-химического комбината, радиохимический и химико-металлургический заводы, здания Научно-производственного объединения прикладной механики имени Решетнева, химический завод № 12, завод Сибэлектросталь.
7 марта 1962 года «За успешное выполнение задач по строительству объектов атомной промышленности», Указом Президиума Верховного Совета СССР Штефану Петру Тихоновичу было присвоено звание Герой Социалистического Труда, с вручением ордена Ленина и Золотой медали «Серп и Молот»
С 1987 года на пенсии. Скончался 23 мая 1995 года.

## Награды
- Три ордена Красной Звезды;
- Два ордена Отечественной войны 1 и 2 степени;
- Три ордена Трудового Красного Знамени;
- Четыре ордена Ленина;
- Звание Герой Социалистического Труда с вручением Золотой медали «Серп и Молот».